# Robert J. Mathews
Robert Jay Mathews, född 16 januari 1953 i Marfa, Texas (men växte huvudsakligen upp i Phoenix, Arizona), död 8 december 1984 nära Freeland på Whidbey Island, Washington, var grundare av den amerikanska vit makt-gruppen The Order. 

## The Order
För att få in pengar till organisationen, och på så sätt kunna stödja vit separatism, rånade medlemmar av The Order en pornografisk bokhandel i Spokane, Washington den 28 oktober 1983. Bytet blev då lite drygt 2 400 kronor. Mathews ansåg att mindre rån inte var värt tiden och ansträngningen och man började istället med att råna värdetransporter samt förfalska sedlar. Ganska snart greps den 28-årige medlemmen Bruce Pierce efter att ha använt sig av ett antal förfalskade $50-sedlar.
För att få ihop pengar till Pierces borgen rånade Mathews en bank norr om Seattle helt ensam, vilket gav cirka 170 000 kronor. Den största delen av bytet förstördes dock när en färgladdning exploderade och färgade pengarna röda. Ett antal medlemmar, däribland Gary Yarborough, utförde ett rån mot en värdetransport och kom över cirka 280 000 kronor. Ett därpå följande rån gav flera hundra tusen dollar. För dessa pengar inköptes bland annat vapen, ammunition och datorutrustning. The Order kan även knytas till morden på Walter Edward West och Alan Berg. Den 28 juni 1984 arresterades medlemmen Thomas Martinez, även han för att ha använt sig av förfalskade sedlar. Den största kuppen genomfördes i juli 1984, då cirka ett dussin medlemmar rånade en värdetransport på cirka 23,6 miljoner.  Delar av dessa pengar distribuerades till bland annat White Patriot Party i North Carolina och andra vitnationalistiska organisationer.

## De sista dagarna
FBI började få upp ögonen för organisationen och när Martinez pressades under förhören angående de förfalskade sedlarna avslöjade han de andra medlemmarna av The Order samt deras gärningar. Han gick även med på att bli informatör åt FBI. Agenterna leddes till ett hotell i Portland, Oregon, där Mathews och Yarborough befann sig. Robert J. Mathews undkom och skadade en agent, men Gary Yarborough arresterades. Den 7 december 1984 omringades Mathews i ett hus på Whidbey Island nära Freeland i delstaten Washington. Mathews barrikaderade sig i huset och sköt mot agenterna med ett automatvapen från och till i närmare 35 timmar. FBI försökte tvinga ut honom med rökgranater, men Mathews kunde avvärja det med hjälp av en gasmask. Därefter sköts ett antal nödraketer in i huset, varav några träffade lådor med handgranater och ammunition. Huset fattade eld, men Mathews fortsatte att beskjuta agenterna tills skottlossningen plötsligt avtog. Sent på eftermiddagen lördagen den 8 september påträffade FBI-agenterna Mathews död och svårt bränd inne i huset.